# رود تسیپیکان
رود تسیپیکان (انگلیسی: Tsipikan) یک رودخانه در استان بوریاتیای کشور روسیه است.